# Costa Crociere

Logo bis Oktober 2021

Die Costa Crociere S.p.A. (auf dem deutschsprachigen Markt Costa Kreuzfahrten) ist ein italienisches Kreuzfahrtunternehmen mit Sitz in Genua. Das Unternehmen ist eine der vier operativen Gesellschaften der Carnival Corporation & plc. Über sie betreibt der Weltmarktführer für Kreuzfahrten neben der gleichnamigen Marke Costa Crociere auch die Schiffe der Marke AIDA Cruises.
Das zur Mitte des 19. Jahrhunderts für den Handel mit Olivenöl gegründete Familienunternehmen stieg zunächst in die Frachtreederei, dann in den Liniendienst mit Passagieren ein. Ab den 1960er Jahren konzentrierte sich die Familie aufs Kreuzfahrtgeschäft, auf das man sich zunächst nur zur Auslastung der Passagierschiffe in den Sommermonaten eingelassen hatte. Auf Erfolge als Pionier in dieser sich schnell entwickelnden Branche folgten jedoch immer wieder finanzielle Schwierigkeiten. Durch Beteiligung einer weiteren Genueser Handelsfamilie im Jahr 1967 und mit dem Verkauf sämtlicher neben dem Kreuzfahrtgeschäft bestehender Geschäftsbereiche 1986, konnte man beim Wettlauf um immer größere und modernere Schiffe weiter mithalten. Im Jahr 1997 entschied sich jedoch die Familie zum Verkauf an die finanzstarke amerikanische Carnival Corporation. Die Reederei ist inzwischen vollständig im Carnival-Konzern aufgegangen.
Das Firmenlogo und Erkennungszeichen der heute noch unter dem Namen der ehemaligen italienischen Traditionsreederei betriebenen Schiffe ist ein zylinderförmiger gelber Schornstein mit blauem Großbuchstaben „C“.

## Geschichte

### Giacomo Costa fu Andrea
Der spätere Schifffahrtskonzern wurde 1854 von den Brüdern Giobatta und Giacomo Costa als Giacomo Costa fu Andrea als Handelsunternehmen für Olivenöl gegründet. Die beiden kauften Olivenöl in verschiedenen Ländern um das Mittelmeer und verkauften es dann in Italien. Ab 1860 führte Giacomo das Unternehmen allein. Nach seinem Tod im Jahr 1916, erweiterte das Unternehmen unter der Leitung seiner Söhne die Geschäftstätigkeit auch auf Herstellung des Öls und der Behälter für den Transport und Verkauf. Der Handel mit „Olio Costa“ bzw. „Olio Dante“ reichte zu diesem Zeitpunkt bereits bis nach Amerika und Australien. Die Expansion folgte den italienischen Emigranten, die ihre traditionelle Küche auch in der neuen Heimat beibehalten wollten. Dante Olivenöl gibt es noch heute. Im Jahr 1985 erwarb die niederländisch-britische Unilever die Namensrechte mit der Produktionsstätte in Inveruno, seit 2009 gehört die Marke dem italienischen Olivenölproduzenten Oleifici Mataluni.
Erst siebzig Jahre nach der Unternehmungsgründung versuchten sich Giacomos Söhne Federico, Eugenio und Enrico 1924 erstmals als Reeder und kauften mit dem Dampfer Ravenna ein erstes Tankschiff. Der Auftakt war ein Fehlschlag. Es kam zu Lieferverzögerungen von etwa einem Monat. Gerade zu dieser Zeit brach der Welthandelspreis für Olivenöl stark ein. Der Wertverlust des auf Abtransport wartenden Öls überstieg sogar den Kaufpreis des Schiffes. Dennoch setzten die Brüder weiterhin auf Schiffe und kauften 1928 die Langano. Im Jahr 1931 folgte die Federico und mit ihr begann die Tradition, die Schiffe nach Angehörigen der Familie zu benennen. In den Jahren 1934 Eugenio Costa und Enrico Costa, 1935 Antonietta Costa, Beatrice Costa und Giacomo Costa. Zusätzlich zum Transport des eigenen Olivenöls übernahm die Flotte auch Frachtdienste für andere Unternehmen, insbesondere Textilien zwischen Genua und Sardinien. Die Caterina Costa im Jahr 1942 war das erste Schiff des Unternehmens, das nicht gebraucht gekauft, sondern im eigenen Auftrag gebaut wurde. Den Zweiten Weltkrieg überstand von den zuletzt acht Schiffen aber nur die Langano unbeschadet.

### Linea C
Die Costa-Familie begann nach Kriegsende umgehend mit dem Wiederaufbau. Angesichts einer weitgehenden Zerstörung der italienischen Passagierschiffsflotte und einer Flut von Emigranten entschied man sich, in den Passagierdienst nach Südamerika einzusteigen. Im November 1946 erwarb die Reederei deshalb drei Schiffe aus der Flotte der Luckenbach Steamship Co., darunter auch die ehemalige Pommern des Norddeutschen Lloyd, die von der US Navy im Ersten Weltkrieg beschlagnahmt und unter dem Namen Rappahannock zwischenzeitlich als Pferdetransporter eingesetzt worden war. Costa ließ Kabinen für 50 Passagiere einbauen, nannte das Schiff Maria C. und setzte es im Liniendienst von Genua nach Montevideo und Buenos Aires ein. Als erstes Passagierschiff des Unternehmens startete am 31. März 1948 die Anna C. mit 768 Passagieren von Genua nach Rio de Janeiro. 1953 folgte die Luisa C. nach Venezuela und Franca C. zu den Antillen. Noch im selben Jahr änderte die Reederei ihren Namen in Linea „C“. Die Leitung war mit Angelo Costa auf die nächste Generation der Familie übergegangen. Die Website der heutigen Costa Kreuzfahrten bezeichnet ihn, nicht Giacomo Costa, als Gründer des späteren Kreuzfahrtunternehmens.
Die Schiffe boten nach heutigem Maßstab keinen Luxus, aber man achtete von Beginn an auf einen gewissen Komfort. Bereits mit der Anna C. verfügte die Flotte über klimatisierte Kabinen in der ersten und zweiten Klasse. Dies ermöglichte der Reederei, vor allem in Monaten mit geringer Passagierauslastung, die Andrea C. und Anna C. auch für Vergnügungsfahrten im Mittelmeerraum einzusetzen. Es folgten weitere Schiffe bis hin zur Federico C. im Jahr 1957, dem ersten von Costa selbst in Auftrag gegebenen Passagierschiff. Bei der Werft Ansaldo in Genua gebaut, war diese zwar noch in die im Liniendienst üblichen drei Passagierklassen aufgeteilt, aber durch mehrere Restaurants und ungewöhnlich geformte Schwimmbecken schon ganz bewusst auf das neue Geschäftsfeld ausgerichtet.
Im Jahr 1959 bot das Unternehmen mit der Franca C. als weltweit erster Betreiber Kreuzfahrten in die Karibik an. Das Schiff war zu Anfang des Jahres umgebaut worden, so dass nunmehr jede Kabine mit eigener Dusche und WC ausgestattet war. Routen nach Südamerika bis hinunter in die Antarktis sowie in Europa auf dem Schwarzen Meer folgten nach kurzer Zeit. Am 22. Oktober 1961 brach nach einer Explosion an Bord der Bianca C. ein Feuer aus, das Schiff versank vor der Karibikinsel Grenada. Ein von der Reederei gestiftetes Denkmal erinnert im Hafen von St. George’s an die erfolgreiche Rettung aller Passagiere. 1964 bestellte die Linie C mit der Eugenio C. ihren ersten Neubau, der ganz auf Einteilung in Passagierklassen verzichtete und mit seinem Hauptdeck als Zentrum bereits ein für spätere Kreuzfahrtschiffe typisches Design aufwies.

### Costa Armatori S.p.A. und Costa Line Inc.
Im Jahr 1967 wandelte sich das Unternehmen vom Familienbetrieb zur Holdinggesellschaft. Die Schifffahrtsaktivitäten wurden in der Costa Armatori S.p.A. mit Sitz in Genua gebündelt. Alle übrigen Bereiche, vor allem das Olivenöl und der Textilhandel davon getrennt und überwiegend verkauft. Die Familie blieb Haupteigentümer mit 90 Prozent der Anteile. 10 Prozent erwarb die Familie Romanengo.
Ein Jahr später wurde die Costa Line Inc. als Tochtergesellschaft in den Vereinigten Staaten gegründet. Ebenfalls 1968 nahm die Eugenio C. den Dienst auf. Ab 1977 beteiligte sich Costa Armatori an der teilweise privaten, teilweise staatlichen Kooperation „Italia Crociere Internazionali (ICI)“, die gegründet wurde, um die bis 1976 unter hohen Verlusten im Liniendienst nach Amerika eingesetzten Schiffe der staatlichen Italia di Navigazione S.p.A. ins Kreuzfahrtgeschäft zu übernehmen. Nach einem Misserfolg unter Eigenregie, setzte das Staatsunternehmen seine Hoffnung auf die Zusammenarbeit mit erfahrenen privaten Partnern. Die Schiffe erfüllten die Erwartungen jedoch nicht, und nach Uneinigkeiten im Management beendete man die Partnerschaft im Jahr 1981. Eines der daran beteiligten Schiffe, die Guglielmo Marconi, wurde im Anschluss von Costa übernommen, umgebaut und 1983 als Costa Riviera wieder in Dienst genommen.

### Costa Crociere S.p.A.
Im Jahr 1986 wurde die Firma unter dem Namen Costa Crociere S.p.A. grundlegend neu organisiert. Alle zuvor noch neben den Kreuzfahrten existierenden Geschäftsbereiche wurden verkauft oder eingestellt. Frisches Kapital verschaffte man sich 1989 mit dem Gang an die Börse. 20,5 Prozent des Unternehmens kamen über 12,5 Millionen Aktien zu je 2.500 Lire in den regulären Handel oder wurden über 3,5 Millionen Belegschaftsaktien zu je 1.000 Lire den damals 1.767 Mitarbeitern der Costa-Gruppe angeboten.
Im Jahr 1990 schloss der Unternehmensvorstand Nicola Costa einen Vertrag mit der sowjetischen AKP Sowkomflot zur Gründung eines Joint Venture unter dem Namen „Prestige Cruises“. Seitens Costa wurden die Daphne und Danae an Prestige Cruises überstellt. Mit dem Zusammenbruch der Sowjetunion scheiterten jedoch weitere Pläne. Etwa zeitgleich reorganisierte Costa sein Amerikageschäft. Unter Beibehaltung der Geschäftsräume in Miami und Hollywood, Florida wurde die US-Tochter durch Costa Cruise Lines, N.V. eine neue, auf den niederländischen Antillen registrierte Firma ersetzt und die Flotte weitgehend von Italien nach Liberia ausgeflaggt.
Im Jahr 1993 wuchs die Flotte der Costa durch Übernahme der französischen Croisieres Paquet um die beiden Schiffe Mermoz und Costa Playa. Vier Jahre später wurde Costa Crociere dann jedoch selbst übernommen. Carnival Corporation und Airtours plc teilten sich 1997 die Anteile je zur Hälfte. Im September 2000 verkaufte Airtours seinen Anteil und Carnival erhielt die vollständige Kontrolle über das Unternehmen.

### Carnival Corporation & plc
Nach Zusammenlegung der Carnival Corp. mit dem Kreuzfahrtgeschäft der Peninsular & Oriental Steam Navigation Co. Ltd. (P&O) zur Carnival Corporation & plc wurde die Entscheidung getroffen, die Costa-Flotte wieder auf die italienische Tricolore zurückzuflaggen. Darüber hinaus überließ der Konzern seiner italienischen Tochter ab November 2004 auch die Betreuung der deutschen Marke AIDA Cruises.
Ab dem Jahr 2006 positionierte sich der Konzern mit Costa Asia auf dem noch wenig entwickelten asiatischen Kreuzfahrtmarkt und überführte die Costa Allegra nach Hongkong. Der Einstieg in Asien begann jedoch schwierig. Im April war es im Hafen von Colombo, Sri Lanka zu Protesten unter den rund 800 Passagieren gekommen, nachdem Toiletten und Klimaanlagen der Costa Allegra ausgefallen waren und gleich auf der ersten Südasien-Kreuzfahrt im Juli 2006 musste der Reiseverlauf wegen Problemen mit der Maschinenanlage geändert werden.
Zur weiteren Expansion auf dem spanischsprachigen Markt hatte die Carnival Corporation & plc bereits im Jahr 2007 mit der Orizonia Corporaciòn das Joint Venture Ibero Cruceros gegründet. Die operative Steuerung des Kreuzfahrtbetriebs mit vier Schiffen delegierte der Konzern auf seine Südeuropatochter Costa Crociere. Nach Ausscheiden der Orizonia aus dem Joint Venture im Jahr 2009 erhielt Costa Crociere die Gesamtverantwortung für die spanische Marke, einschließlich des Vertriebs. Noch im selben Jahr erfolgte die Auslieferung der Costa Pacifica, des größten bis dahin in Italien gebauten Passagierschiffes.
Am 13. Januar 2012 lief die Costa Concordia unter dem Kommando des 51-jährigen Kapitäns Francesco Schettino auf einer Kreuzfahrt durch das westliche Mittelmeer nahe der toskanischen Küste auf Grund und sank steuerbordseitig unter die Wasserlinie. Das Schiff musste evakuiert werden. Zum Zeitpunkt der Havarie befanden sich 4229 Menschen an Bord, von denen 32 ums Leben kamen. Am 27. Februar 2012, nur einen Monat später, brach im Maschinenraum der Costa Allegra etwa 260 Seemeilen vor den Seychellen ein Feuer aus. Das Schiff wurde in den Hafen von Mahé geschleppt, wo die Passagiere unverletzt an Land gehen konnten.
Michael Thamm, der bis dahin nur für die Marke AIDA Cruises verantwortlich war, übernahm am 1. Juli 2012 die Gesamtleitung des Tochterunternehmens. Am 12. Mai 2014 kündigte er auf der Veranstaltung „Protagonisti di Mare“ an Bord der Costa Luminosa an, die spanische Marke Ibero Cruceros zum Jahresende einzustellen. Schon im November 2013 hatte das Unternehmen die 1999 gebaute Grand Mistral bei Ibero Cruceros abgezogen und als Costa neoRiviera zur international ausgerichteten Costa-Flotte transferiert. Auf diesen Weg folgte im November 2014 die Grand Celebration. Frisch umlackiert wurde sie jedoch nur einen Tag vor ihrer ersten Fahrt als Costa Celebration an Celebration Cruise Line verkauft und am 20. Dezember 2014 an die durch Neugründung aus der Celebration Cruise Line hervorgegangene Bahamas Paradise Cruise Line übergeben. Die Grand Holiday war bereits Anfang November von Cruise & Maritime Voyages übernommen worden, um dort ab 2015 als Magellan auf Fahrt zu gehen.
2014 wurde die Costa Classica in Costa neoClassica umbenannt und gemeinsam mit dem Schwesterschiff Costa neoRomantica sowie der Costa neoRiviera in die neu gegründete „Costa-neoCollection“ überführt. Diese Untermarke bot das sogenannte Slow Cruising an, bei dem die Liegezeiten in Häfen erhöht werden und eher kleinere Häfen angelaufen werden, was im Falle von Costa Crociere durch die kleineren Schiffsgrößen der drei Schiffe ermöglicht wurde. Von 2018 bis 2020 waren jedoch alle Schiffe der „neoCollection“ verkauft oder transferiert worden.
Im Oktober 2014 übergab die Werft Fincantieri die Costa Diadema als bis dahin größten Neubau mit 4930 Passagieren und 132.500 BRZ.
Im März 2015 gab Carnival Corporation & plc die Absicht bekannt, zwischen 2019 und 2022 neun weitere Kreuzfahrtschiffe in Europa bauen zu lassen. Vier Schiffe sollen bei der Meyer-Werft in Papenburg und Turku und fünf bei Fincantieri in Genua in Auftrag gegeben werden. Das Unternehmen ließ jedoch zunächst noch offen, bei welchen Marken die Schiffe zum Einsatz kommen sollen. Ende Juli 2015 wurde schließlich bestätigt, dass Costa Crociere 2019[veraltet] und 2020 jeweils ein Schiff von Meyer Turku OY erhalten würde. Die Schiffe würden komplett mit LNG angetrieben werden. Darüber hinaus wurde im Dezember 2015 bekannt gegeben, dass Fincantieri ebenfalls 2019 und 2020 zwei Schiffe an Costa Crociere abliefern wird, die auf dem asiatischen Markt in Fahrt kommen sollen. Die ersten drei Schiffe, die Costa Venezia, die Costa Smeralda und die Costa Firenze wurden 2019 und 2020 abgeliefert. Die Ablieferung des zweiten Neubaus aus Finnland, der Costa Toscana wurde jedoch, entgegen früheren Planungen, zunächst auf Juni 2021 und aufgrund der COVID-19-Pandemie erneut verschoben und deshalb erst im Dezember 2021 abgeliefert.
Insgesamt verkleinerte sich die Flotte von Costa Crociere ab 2020 erheblich. Zum Jahresbeginn 2020 waren noch vierzehn Schiffe für Costa in Fahrt, dazu waren zwei im Bau. In den Folgejahren wurden mehrere ältere Schiffe verkauft. Zudem wurde im Oktober 2022 bekannt, dass die beiden, ursprünglich für Costa Asia bestimmten Schiffe Costa Venezia und Costa Firenze im Jahr 2023 und 2024 an Carnival Cruise Line übergeben werden sollen, um dort unter dem neuen Konzept „Carnival Fun Italian Style“ eingesetzt zu werden. Zuvor war das gleiche schon mit der Costa Luminosa geschehen. Stand 2025 fahren somit nur noch neun Schiffe für die Marke Costa. Diese Zahl wird sich mit dem voraussichtlichen Abgang der Costa Fortuna im September 2026 noch weiter reduzieren.
Am 6. April 2023 kündigte der CEO der Costa-Gruppe, Michael Thamm, an, sein Amt niederzulegen. Diese Ankündigung, verbunden mit der Erklärung der Carnival Corporation, die Stelle nicht neu zu besetzen, sorgte für Verwunderung.
Im Juni 2023 gab der CEO der Carnival Corporation, Josh Weinstein, dann bekannt, die Führungsebene zu verschlanken und die organisatorischen Zwischenebenen der Holland-America-Group sowie der Costa-Group, aufzulösen. Die Präsidenten der jeweiligen Reedereien sollen von nun an, direkt an Josh Weinstein berichten.

## Das Unternehmen

### Strategie

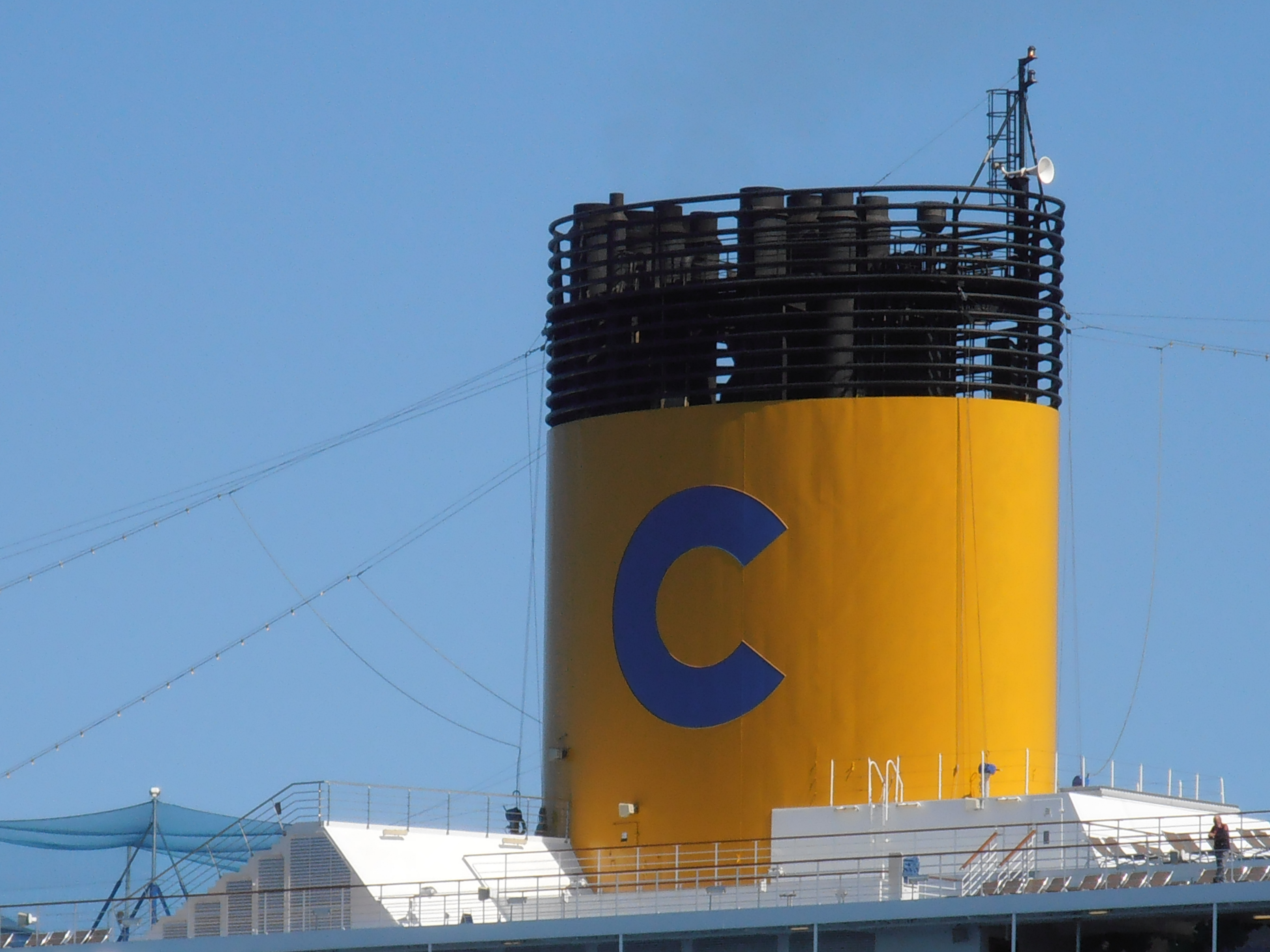
charakteristischer Costa-Schornstein

Die Carnival Corporation legte für ihre unter dem Namen Costa Crociere operierende Südeuropatochter bereits im Jahr 2000 eine umfangreiche Expansionsstrategie fest. In einem Zeitraum von 16 Jahren investiert das Unternehmen rund 16 Milliarden Euro in neue Schiffe. Der Trend geht bei Neubauten zu immer größeren Schiffen mit höheren Passagierkapazitäten. Dies liegt daran, dass die zahlreichen Unterhaltungseinrichtungen untergebracht werden müssen, um den Schiffen den Charakter schwimmender Resorts zu verleihen. Die Anzahl der Schiffe sollte bis ins Jahr 2016 noch auf 29 Schiffe anwachsen. Aufgrund der COVID-19-Pandemie im Jahr 2020 verkaufte Costa Schiffe seiner Flotte, darunter die Costa Victoria und die Costa neoRomantica, um Kosten zu senken. Im Jahr 2022 kündigte die Muttergesellschaft Carnival Corporation & plc an, Schiffe aus der Flotte zu entfernen, um die Gesamtkapazitäten der Flotte aufgrund der Pandemie und des Ausverkaufs zahlreicher Schiffe auszugleichen.
Aktuell verfügt die Marke Costa Crociere mit 9 Schiffen über eine Gesamtkapazität von knapp 40.000 Passagieren.

### Positionierung und Gästestruktur
Die Marken der Costa-Gruppe werden dem Marktsegment „Zeitgemäße Kreuzfahrt“ zugerechnet. Dafür maßgeblich ist ein großes Freizeit- und Sportangebot sowie der Resort-Charakter eines Schiffes. Weitere Kennzahlen sind ein Passagier-Platz-Verhältnis (PSR) unter 45 und ein Passagier-Crew-Verhältnis (PCR) größer als 2. Die seit dem Jahr 2000 neu gebauten Schiffe mit Kapazitäten über 2.500 Passagieren sind klar auf den Massenmarkt ausgerichtet und weisen bei Costa die entsprechenden Werte auf.
Mit dem Konzept der Marke Costa Crociere, dem „Italian-Style-Cruising“, spricht das Unternehmen ein sehr breites Publikum an, so dass sich je nach Saison und Fahrtgebiet die Gästestruktur auf den Schiffen der Reederei erheblich unterscheidet. Im Sommer befinden sich mehr Familien mit Kindern und Hochzeitsreisende an Bord. Die Nebensaison ist durch Paare unterschiedlichen Alters geprägt.
Davon abgesehen bemüht sich das Unternehmen neue Zielgruppen zu gewinnen, um zusätzliche Buchungen zu generieren. Im Jahr 2006 war Costa Crociere der erste Anbieter von Kreuzfahrten in Asien. Ein Jahr später folgte mit Mauritius und dem Indischen Ozean ein weiteres unerschlossenes Fahrtgebiet, das zuvor von keiner anderen Reederei angeboten wurde. Für Dezember 2011 wurde erstmals nach Jahrzehnten wieder eine Weltumrundung angeboten. Die Costa Deliziosa führte Teilnehmer in 100 Tagen um die Erde. Nach entsprechenden Umbauten dreier Schiffe und Umbenennung in Costa neoRomantica , Costa neoRiviera und Costa neoClassica versuchte das Unternehmen ab 2012 mit der neoCollection auch Kreuzfahrten wieder mehr in Richtung von Exklusivität und Luxus anzubieten. Zwischen 2018 und 2020 stellte Costa Crociere die neoCollection ein.
Im Zuge der Corona-Pandemie und der Neugründung des Joint Ventures CSSC Carnival Cruise Shipping Limited, wurde die Aufgabe des Asien Geschäfts von Costa bekannt gegeben.
Im Juli 2023 kündigte Costa an, die Kreuzfahrten ab einer Länge von 10 Tagen ab September als Costa Voyages zu vermarkten. Die Gäste sollen auf diesen Reisen wieder mehr das Gefühl einer klassischen Kreuzfahrt vermittelt werden. Die Reisen sollen auf allen Schiffen der Flotte außer den beiden Neubauten Costa Smeralda und Costa Toscana stattfinden.

### Fahrtziele

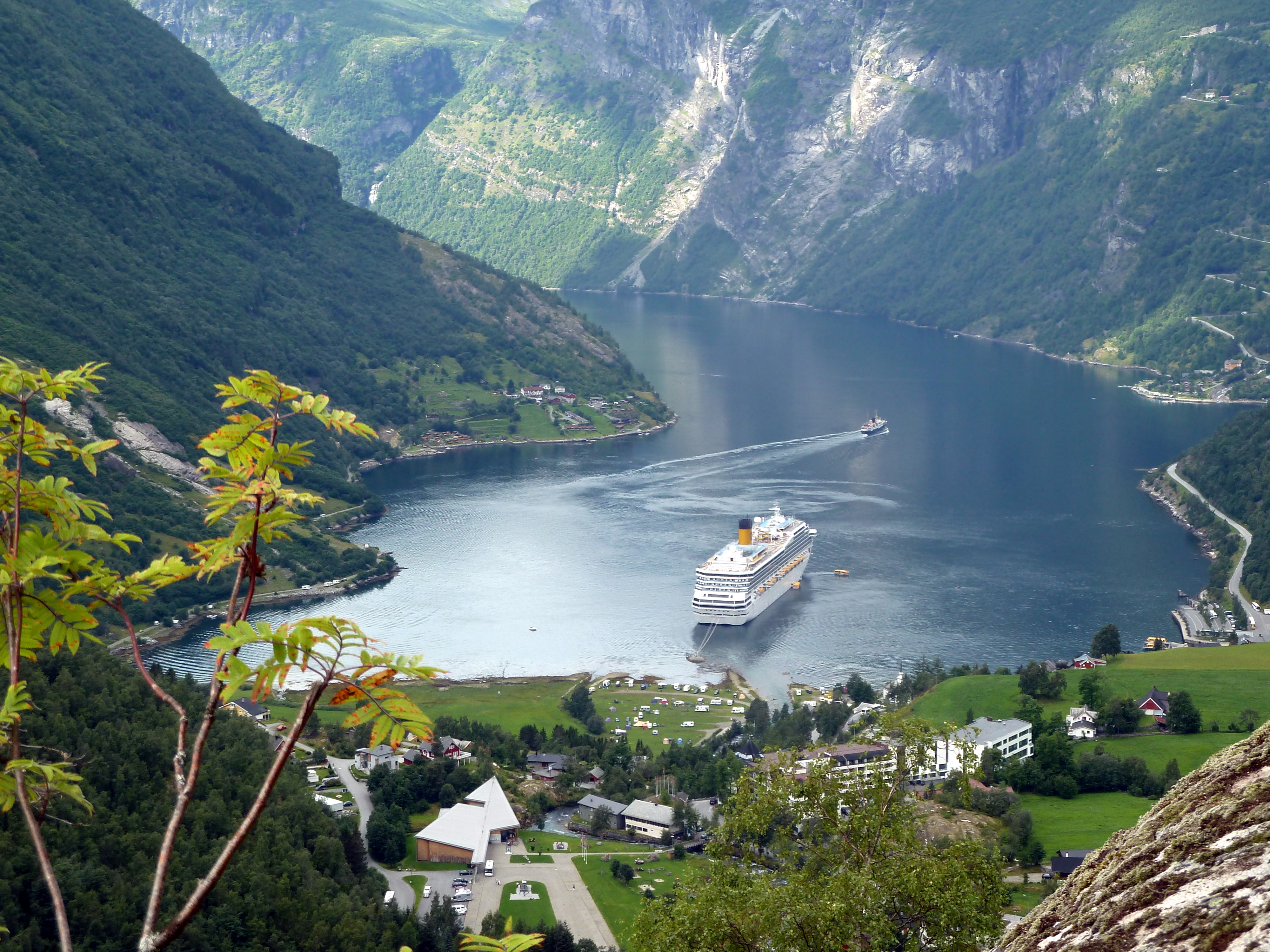
Die Costa Magica in Norwegen

Die Fahrgebiete der Schiffe decken Reisen ins Mittelmeer, nach Nordeuropa, in die Ostsee, die Karibik, Mittelamerika, Südamerika, im Persischen Golf, in Fernost, durchs Rote Meer sowie Weltreisen ab.

### Kreuzfahrtterminals
Seit mehreren Jahren ist die Reederei auch als Betreiber von Hafenanlagen und Terminals aktiv, die für das Kreuzfahrtgeschäft und vor allem die Einschiffung der eigenen Passagiere gebraucht werden.
- In Savona, (Ligurien), einem wichtigen Sommer-Basishafen für die Marke Costa Crociere, war man organisatorisch schon eine gewisse Zeit beteiligt, als im Jahr 2003 die Entscheidung fiel, sich an der Erweiterung des Hafens mit 3,6 Mio. Euro für den Bau des ausschließlich für Kreuzfahrpassagiere eingerichteten Abfertigungsterminal Palacrociere zu beteiligen. Dieser Investition folgte im Herbst 2013 für 9 Mio. Euro noch ein etwa 3.500 Quadratmeter großes Satellitengebäude mit Aufenthalts- und Gepäckabfertigungsbereich.
- In Barcelona wurde im Herbst 2007 das für 12 Mio. Euro errichtete unternehmenseigene Terminal Palacruceros eröffnet.
- In der Dominikanischen Republik verfügt Costa Crociere über das Terminal Casa de Campo in La Romana, als Stützpunkt für die Marke AIDA Cruises.
- Daneben bestehen Beteiligungen an Abfertigungs- bzw. Hafenterminals und maßgebliche Verantwortung für das Management auch in anderen Häfen, insbesondere im Terminal Napoli in Neapel, in Civitavecchia bei Rom und in Marseille.

## Flotte der Marke Costa Crociere

### Aktuelle Schiffe
| Name            | Bild | Baujahr | Vermessung (BRZ) | Passagierzahlen | Bauwerft                    | Bauklasse                    | Status/Bemerkungen                                                                                   | Status/Bemerkungen |
| --------------- | ---- | ------- | ---------------- | --------------- | --------------------------- | ---------------------------- | --- | ------------------ |
| Costa Fortuna   |      | 2003    | 102.587          | 3.470           | Fincantieri, Monfalcone     | Triumph- bzw. Destiny-Klasse | in Dienst seit November 2003; soll im Herbst 2026 die Flotte verlassen                               |                    |
| Costa Serena    |      | 2007    | 114.147          | 3.780           | Fincantieri, Sestri Ponente | Concordia-Klasse             | Typschiff, in Dienst seit Mai 2007; 2015–2020 bei Costa Asia (nur auf dem asiatischen Markt buchbar) |                    |
| Costa Pacifica  |      | 2009    | 114.288          | 3.780           | Fincantieri, Sestri Ponente | Concordia-Klasse             | in Dienst seit Juni 2009                                                                             |                    |
| Costa Favolosa  |      | 2011    | 113.216          | 3.800           | Fincantieri, Marghera       | Concordia-Klasse             | in Dienst seit Juni 2011                                                                             |                    |
| Costa Fascinosa |      | 2012    | 113.216          | 3.800           | Fincantieri, Marghera       | Concordia-Klasse             | in Dienst seit Mai 2012                                                                              |                    |
| Costa Deliziosa |      | 2010    | 92.720           | 2.826           | Fincantieri, Marghera       | Hybrid Spirit-/Vista-Klasse  | Typschiff, in Dienst seit Februar 2010                                                               |                    |
| Costa Diadema   |      | 2014    | 132.500          | 4.947           | Fincantieri, Marghera       | Dream-Klasse                 | im Dienst seit November 2014                                                                         |                    |
| Costa Smeralda  |      | 2019    | 185.010          | 6.522           | Meyer Turku                 | Excellence-Klasse            | Typschiff, in Dienst seit Dezember 2019                                                              |                    |
| Costa Toscana   |      | 2021    | 186.364          | 6.338           | Meyer Turku                 | Excellence-Klasse            | in Dienst seit März 2022                                                                             |                    |

| Flüggiggasantrieb |

### Ehemalige Schiffe
| Name | Bild                                                            | Indienst- stellung                                              | Vermessung (BRT/BRZ)                                            | Bauwerft                                                          | Reedereidienst | Verbleib/Bemerkungen |
| Kreuzfahrtschiffe von Costa Crociere S.p.A. im Carnival-Konzern                                                  | Kreuzfahrtschiffe von Costa Crociere S.p.A. im Carnival-Konzern | Kreuzfahrtschiffe von Costa Crociere S.p.A. im Carnival-Konzern | Kreuzfahrtschiffe von Costa Crociere S.p.A. im Carnival-Konzern | Kreuzfahrtschiffe von Costa Crociere S.p.A. im Carnival-Konzern   | Kreuzfahrtschiffe von Costa Crociere S.p.A. im Carnival-Konzern | Kreuzfahrtschiffe von Costa Crociere S.p.A. im Carnival-Konzern |
| --- | --------------------------------------------------------------- | --------------------------------------------------------------- | --------------------------------------------------------------- | ----------------------------------------------------------------- | --- | --- |
| Costa Allegra |                                                                 | 1969                                                            | 28.597                                                          | Wärtsilä, Turku T. Mariotti, Genua                                | 1990–2012 | Gebaut als Containerschiff Annie Johnson für Rederi AB Nordstjernan. Nach Brand im Maschinenraum am 27. Februar 2012 ab Herbst 2012 in Aliağa verschrottet. |
| Costa Atlantica                                                                                                  |                                                                 | 2000                                                            | 85.619                                                          | Kvaerner Masa Yards, Turku                                        | 2000–2020 | 2020 an CSSC Carnival Cruise Shipping Limited übergeben, seit 2023 als Margaritaville at Sea Islander in Fahrt für Margaritaville at Sea. Spirit-Klasse |
| Costa Celebration                                                                                                |                                                                 | 1987                                                            | 47.262                                                          | Kockums, Malmö                                                    | 2014 | Gebaut für Carnival Cruise Lines als Celebration, von 2008 bis November 2014 bei Ibero Croceros als Grand Celebration, Wechsel zu Costa Crociere war für 2014 geplant, wurde aber nicht umgesetzt, 2015 verkauft und wieder in Grand Celebration umbenannt. 2021 in Alang verschrottet.                           |
| Costa Classica Costa neoClassica                                                                                 |                                                                 | 1991                                                            | 52.926 53.015                                                   | Fincantieri, Monfalcone                                           | 1991–2014 2014–2018 | Im Dezember 1991 als Costa Classica in Dienst gestellt, ab 2014 Costa neoClassica, 2018 an Bahamas Paradise Cruise Line verkauft und in Grand Classica umbenannt. Seit 2022 Margaritaville at Sea Paradise. Classica-Klasse                                                                                       |
| Costa Concordia                                                                                                  |                                                                 | 2006                                                            | 114.147                                                         | Fincantieri, Sestri Ponente                                       | 2006–2012 | Am 13. Januar 2012 vor Giglio auf Grund gelaufen und auf Felsvorsprung teilweise gesunken. Nach der Bergung ab Juli 2014 in Genua verschrottet. Typschiff der Concordia-Klasse. |
| Costa Europa |                                                                 | 1986                                                            | 54.763                                                          | Meyer Werft, Papenburg                                            | 2002–2010 | Gebaut als Homeric für Home Lines, 2010 als Thomson Dream an TUI UK Ltd. 2022 in Aliağa verschrottet. |
| Costa Firenze |                                                                 | 2020                                                            | 135.500                                                         | Fincantieri, Marghera                                             | 2020–2024 | 2024 an Carnival Cruise Line abgegeben. Vista-Klasse |
| Costa Luminosa                                                                                                   |                                                                 | 2009                                                            | 92.720                                                          | Fincantieri, Marghera                                             | 2009–2022 | im Jahr 2022 an Carnival Cruise Line übergeben. Hybrid Spirit-/Vista-Klasse |
| Costa Magica |                                                                 | 2004                                                            | 102.587                                                         | Fincantieri, Monfalcone                                           | 2004–2023 | In Fahrt als Goddess of the Night für Neonyx Cruises. |
| Costa Marina |                                                                 | 1969                                                            | 25.558                                                          | Wärtsilä, Turku T. Mariotti, Genua                                | 1988–2011 | Gebaut als Containerschiff Axel Johnson für Rederi Nordstjernan, 2011 als Harmony Princess an Harmony Cruises, ab Oktober 2014 in Alang verschrottet. |
| Costa Mediterranea                                                                                               |                                                                 | 2003                                                            | 85.619                                                          | Kvaerner Masa Yards, Helsinki                                     | 2003–2021 | Heute Mediterranea bei Adora Cruises. Spirit-Klasse |
| Costa neoRiviera                                                                                                 |                                                                 | 1999                                                            | 48.200                                                          | Chantiers de l’Atlantique, Saint-Nazaire                          | 2013–2019 | Gebaut 1999 als Mistral für Festival Cruises, dann als Grand Mistral für Ibero Cruceros im Dienst, von November 2013 bis November 2019 nach Umbau Costa neoRiviera, ab Dezember 2019 als AIDAmira bei AIDA Cruises. Verkauf an Ambassador Cruise Line im Januar 2022, dort in Fahrt als Ambition.                 |
| Costa Olympia | Kein Bild vorhanden (Bauauftrag zurückgezogen)                  | 1996                                                            | 77.104                                                          | Bremer Vulkan, Lloyd Werft, Bremerhaven                           | 1996–1999 | Bauauftrag wurde zurückgezogen und der bereits fertiggestellte Rumpf 1997 an Norwegian Cruise Line verkauft. |
| Costa Playa Joy Wave                                                                                             |                                                                 | 1967                                                            | 8.583                                                           | Wärtsilä, Helsinki                                                | 1995–1998 1999–2000 | Gebaut 1967 als Finlandia für Finland SS Co, 1995–1998 als Costa Playa, 1998 verkauft und als Oriental Pearl bei Mega Wave, 1999 wieder bei Costa und in Joy Wave umbenannt, ab 2000 als Golden Princess für Eurasia International 2009 in China abgewrackt.                                                      |
| Costa Riviera American Adventure                                                                                 |                                                                 | 1963                                                            | 27.905                                                          | Cantieri Riuniti dell’Adriatico, Monfalcone                       | 1983–2002 1993–1994 | Gebaut als Guglielmo Marconi für Lloyd Triestino, zwischenzeitlich als American Adventure für American Family Cruises, ein Joint Venture zwischen Costa and Bruce Nierenburg im Dienst. 2002 in Alang verschrottet.                                                                                               |
| Costa Romantica Costa neoRomantica                                                                               |                                                                 | 1993                                                            | 53.700 56.769                                                   | Fincantieri, Monfalcone                                           | 1993–2012 2012–2020 | Von September 1993 bis Oktober 2011 als Costa Romantica, 2012 in Costa neoRomantica umbenannt; ab 2017 bei Costa Asia. 2020 an Celestyal Cruises verkauft und in Celestyal Experience umbenannt. 2021 als Antares Experience in Gadani verschrottet. Classica-Klasse                                              |
| Costa Tropicale                                                                                                  |                                                                 | 1981                                                            | 36.674                                                          | Aalborg Værft, Aalborg                                            | 2002–2005 | 2005 als Pacific Star für P&O Australia gebaut als Tropicale für AVL Marine, verchartert an Carnival Cruise Lines. 2021 Abbruch in Alang. |
| Costa Venezia |                                                                 | 2019                                                            | 135.225                                                         | Fincantieri, Monfalcone                                           | 2019–2023 | Seit 2023 Carnival Venezia bei Carnival Cruise Line. Vista-Klasse |
| Costa Victoria                                                                                                   |                                                                 | 1996                                                            | 75.166                                                          | Bremer Vulkan, Lloyd Werft, Bremerhaven                           | 1996–2020 | 2020 im Rahmen der COVID-19-Pandemie außer Dienst gestellt. 2021 Abbruch in Aliağa. Sun-Klasse |
| Costa Voyager |                                                                 | 2000                                                            | 24.430                                                          | Blohm + Voss, Hamburg                                             | 2011–2014 | 2008 gekauft, zunächst als Grand Voyager bei Ibero Cruceros, von 2010 bis 2014 bei Costa Crociere gebaut als Olympic Voyager für Royal Olympic Cruise Lines, seit August 2014 Chinese Taishan bei Bohai Ferry. |
| Passagier- und Kreuzfahrtschiffe von Linea C und Costa Armatori S.p.A                                            |                                                                 |                                                                 |                                                                 |                                                                   | | |
| Eine Auswahl an Schiffen, die nach 1946 als Eigentum, Charter oder im Rahmen von Joint-Ventures in Dienst waren. |                                                                 |                                                                 |                                                                 |                                                                   | | |
| Andrea C. |                                                                 | 1942                                                            | 7.800                                                           | Todd-California Shipbuilding Corp., Richmond                      | 1946–1982 | 1982 abgewrackt in La Spezia, Italien gebaut als Ocean Virtue für das British Ministry of War Transport, 1943 durch Torpedotreffer versenkt, wieder gehoben und in Sizilien aufgelegt. 1946 von Costa Line gekauft, bis 1948 restauriert und umbenannt. Umbau zum Kreuzfahrtschiff 1959.                          |
| Angelina Lauro                                                                                                   |                                                                 | 1939                                                            | 24.377                                                          | Nederlandse Scheepsbouw Maatschappij, Amsterdam                   | 1978–1979 | 1979 ausgebrannt, am 24. September 1979 auf dem Weg nach Taiwan zum Abbruch gesunken. |
| Anna C. |                                                                 | 1928                                                            | 11.736                                                          | Lithgows, Port Glasgow                                            | 1947–1971 | Gebaut als Southern Prince für Prince Line, 1971 abgewrackt. |
| Amerikanis |                                                                 | 1952                                                            | 19.904                                                          | Harland & Wolff, Belfast                                          | 1980–1984 | Gebaut als Kenya Castle für Union Castle Line, 2001 abgewrackt in Alang, Indien. |
| Bianca C. (1) | Bild gesucht                                                    | 1926                                                            | 10.825                                                          |                                                                   | 1957–1958 | Gebaut 1947 als Indrapoetra für Rotterdam Lloyd, zunächst im Postdienst, dann Truppentransporter, 1957 von Costa gekauft und umbenannt, ab 1958 als Melanesian bei Messageries Maritimes in Charter, 1963 abgewrackt.                                                                                             |
| Bianca C. (2) |                                                                 | 1949                                                            | 18.427                                                          | Société Provençale de Constructions Navales, La Ciotat            | 1959–1961 | Gebaut ab 1939 als Marechal Petain, noch vor Fertigstellung bei Kriegsende versenkt; gehoben 1949 und als La Marseillaise für Messageries Maritimes erstmals im Dienst, ab 1957 als Arosa Sky bei Arosa Line, nach Umbau ab 1959 bis zum Brand als Bianca C., 1961 nach Explosion und Brand vor Grenada gesunken. |
| Carla C. Carla Costa                                                                                             |                                                                 | 1952                                                            | 20.469                                                          | Ateliers et Chantiers de France, Dunkerque                        | 1968–1992 | Gebaut als Flandre für Compagnie Générale Transatlantique, 1987 umbenannt in Carla Costa, ab 1992 als Pallas Athena bei Epirotiki Line. 1994 nach Brand abgewrackt. |
| Columbus C. |                                                                 | 1953                                                            | 21.511                                                          | Koninklijke Maatschappij „De Schelde“, Vlissingen                 | 1981–1984 | Gebaut als Kungsholm, bis 1981 als Europa für Hapag-Lloyd im Einsatz. 1985 in Barcelona verschrottet, nachdem das Schiff 1984 eine Mole gerammt hatte. |
| Danae |                                                                 | 1954                                                            | 16.531                                                          | Harland & Wolff, Belfast                                          | 1979–1992 | Gebaut als Port Melbourne für Port Line. 1992 an Harbor Maritime verkauft und ab Juli 2015 in Aliağa abgewrackt. |
| Daphne |                                                                 | 1954                                                            | 15.833                                                          | Swan, Hunter & Wigham, Richardson, Newcastle upon Tyne            | 1979–1996 | Gebaut als Port Sydney für Port Line. 1996 verchartert, 2001 an Dreamline Cruises verkauft Ab Juni 2014 in Alang abgewrackt. |
| Provence Enrico C. Enrico Costa                                                                                  |                                                                 | 1951                                                            | 15.889                                                          | Swan, Hunter & Wigham, Richardson, Newcastle                      | 1961–1965 1965–1987 1987–1994 | Gebaut als Provence für Société Générale des Transports Maritimes gechartert von Costa 1962–1965, dann gekauft und als Enrico C. im Dienst, 1987–1994 als Enrico Costa, 1994 verkauft an Starlauro als Symphony war 1996 verchartert, 2001 an Dreamline Cruises verkauft. 2001 in Alang abgewrackt.               |
| Eugenio C. Eugenio Costa                                                                                         |                                                                 | 1966                                                            | 30.567                                                          | Cantieri Riuniti dell’Adriatico, Monfalcone                       | 1966–1997 | 1987 umbenannt in Eugenio Costa, 2005 in Alang abgewrackt. |
| Federico C. |                                                                 | 1958                                                            | 20.416                                                          | Ansaldo, Sestri Ponente                                           | 1958–1983 | 2000 gesunken. |
| Flavia |                                                                 | 1947                                                            | 15.465                                                          | John Brown & Company, Clydebank                                   | 1969–1982 | Gebaut als Media für Cunard Line, 1989 nach Brand abgewrackt. |
| Franca C. |                                                                 | 1914                                                            | 6.806                                                           | Newport News Shipbuilding and Drydock Company, Norfolk            | 1952–1977 | Gebaut als Medina für Mallory Lineauf, seit 2013 Doulos (Hotelschiff). |
| Fulvia |                                                                 | 1949                                                            | 16.844                                                          | Nederlandsche Dok en Scheepsbouw Maatschappij, Amsterdam, Holland | 1969–1970 | 1970 nahe den Kanarischen Inseln ausgebrannt und gesunken. |
| Giovanna C. | Bild gesucht                                                    | 1919                                                            | 6.475                                                           |                                                                   | 1947–1953 | Gebaut als Eastern Trader für das United States Shipping Board, 1953 abgewrackt. |
| Italia |                                                                 | 1967                                                            | 12.263                                                          | Cantiere Navale Felszegi, Muggia (Triest)                         | 1973–1983 | 2012 als Aspire in Alang, Indien abgewrackt. |
| Luisa C. | Bild gesucht                                                    | 1919                                                            | 6.461                                                           |                                                                   | 1947–1951 | Gebaut als Eastern Merchant für das United States Shipping Board, ab 1955 als Sula bei Globo de Navegacion. 1959 abgewrackt. |
| Maria C. |                                                                 | 1913                                                            | 6.557                                                           | Bremer Vulkan, Bremen-Vegesack                                    | 1947–1953 | Gebaut als Frachtschiff Pommern für den Norddeutschen Lloyd, 1953 abgewrackt. |
| World Renaissance                                                                                                |                                                                 | 1966                                                            | ~ 12.000                                                        | Chantiers de l’Atlantique, St. Nazaire                            | 1977-198? | Gebaut als Renaissance für Paquet, 2010 in Alang, Indien abgewrackt. |
| Giacomo Costa fu Andrea (bis 1945)                                                                               |                                                                 |                                                                 |                                                                 |                                                                   | | |
| Frachtschiffe |                                                                 |                                                                 |                                                                 |                                                                   | | |
| Antonietta Costa                                                                                                 | 1913                                                            | 5.900                                                           | Stabilimento Tecnico Triestino, Triest                          | 1937–1940                                                         | Gebaut als Nimrod für Gerolimich & Co. SiA, Triest, ab 1915 als Monte Bianco, zum Zeitpunkt des Kaufs 1937 im Besitz des italienischen Staates Am 9. Oktober 1940 nach Torpedotreffer des britischen U-Boot HMS Regent auf Grund gelaufen. | |
| Beatrice Costa                                                                                                   | 1920                                                            | 6.132                                                           | Stabilimento Tecnico Triestino, Triest                          | 1935–1941                                                         | Zum Zeitpunkt des Kaufs 1935 als Clara Camus bei Gerolimich & Co. | |
| Enrico Costa | 1928                                                            | 4.080                                                           | Burntisland Shipbuilding Co. Ltd., Burntisland                  | 1934–1941                                                         | Gebaut als Cerasus für Arbor Shipping Co. Ltd. (Howard Tenens). Am 26. Juni 1941 durch ein Torpedo des britischen U-Boot HMS Utmost versenkt.                                                                                              | |
| Eugenio Costa | 1928                                                            | 4.078                                                           | Burntisland Shipbuilding Co. Ltd., Burntisland                  | 1934–1944                                                         | Gebaut als Cedrus für Arbor Shipping Co. Ltd. (Howard Tenens). Am 26. April 1944 nach Bombentreffer durch britischen Flugzeugangriff gesunken.                                                                                             | |
| Federico | 1920                                                            | 1.488                                                           | Bremer Vulkan, Bremen                                           | 1931–1941                                                         | Gebaut als Emmapark für Halcyon Lijn, Vlaardingen, 1926–1931 als Ilos bei Koninklijke Nederlandsche Stoomboot Maatschappij. Am 28. Juli 1941 durch ein Torpedo des britischen U-Boot HMS Utmost versenkt.                                  | |
| Giacomo Costa | 1920                                                            | 4.638                                                           | Cantieri San Rocco SA, Triest                                   | 1936–1949                                                         | Zum Zeitpunkt des Kaufs 1935 als Generale Pitti bei Gerolimich & Co., nach Verkauf ab 1949 als Ardens bei A.& F. 1954 bei Savona abgewrackt.                                                                                               | |
| Langano | 1894                                                            | 1.294                                                           | Henry Koch, Lübeck                                              | 1928–1950                                                         | Gebaut als Sines für Oldenburg-Portugiesische Dampfschiffs-Rhederei, ab 1918 im Dienst bei J. Pedersen, Hadersleben, ab 1921 als Neutral bei Paulsen & Ivers, Kiel. Am 17. September 1950 abgewrackt.                                      | |
| Ravenna | 1888                                                            | 1.243                                                           | Ramage & Ferguson, Leith in Leith (Schottland)                  | 1924–1943                                                         | Gebaut für Leith, Hull & Hamburg Steam Packet Co. Ltd. (James Currie); 1911–1924 im Dienst bei London & Edinburgh Shipping Co., Leith. 1943 vor Genua gesunken.                                                                            | |